# ArtRage (wydawnictwo)
ArtRage – polskie wydawnictwo wydające literaturę piękną i reportaże.
Pierwsze publikacje wydawnictwa ukazały się w 2019 roku we współpracy z Wydawnictwem Książkowe Klimaty, zaś od 2022 roku Artrage działa niezależnie. Siedzibą wydawnictwa jest Warszawa. Dyrektorem spółki jest Michał Michalski (wcześniej znany z działań BookRage), zaś redaktorem naczelnym Krzysztof Cieślik, obaj nominowani do nagrody MocArty 2022 w kategorii Człowiek Roku jako twórcy wydawnictwa. Z kolei samo wydawnictwo zostało dwukrotnie wyróżnione tytułem Wydawca Roku Publio – za 2022 i 2023 rok. ArtRage zostało również Wydawcą Roku 2023 Magazynu Literackiego „Książki”. Listę osób współtworzących ArtRage dopełniają Agata Krajewska oraz Krzysztof Białek.
Wydawnictwo wydaje literaturę piękną (w szczególności prozę zagraniczną) i reportaże. Do autorów zagranicznych, których utwory opublikowało ArtRage, należą m.in. noblista Jon Fosse, laureat nagrody Goncourtów Mohamed Mbougar Sarr, Linn Strømsborg, Nona Fernández, Walter Kempowski czy Jonas Eika. Nakładem Artrage ukazały się także utwory polskich autorów, w tym debiut Aleksandry Pakieły pt. Oto Ciało moje (2022), który wzbudził dyskusję w polskiej prasie, czy Aleksandry Tarnowskiej Wniebogłos (2023) wyróżniony Nagrodą Kościelskich i  nominowany do Nagrody Literackiej m. st. Warszawy w kategorii proza. 
Serie wydawnicze prowadzone przez ArtRage to: Cymelia (klasyka literatury światowej), Przeszły/Ciągły (powieści historyczne), Luneta (reportaże), Mały format (książki w formacie kieszonkowym), Rahla (książki z Bliskiego Wschodu), Fikcje (zbiory opowiadań). Wydawnictwo publikuje także tytuły nienależące do żadnej serii. 

## Nagroda Literacka ArtRage
W latach 2018-2022 wydawnictwo przyznawało nagrodę dla najlepszej polskiej książki prozatorskiej opublikowanej w roku ubiegłym. Podczas pierwszej edycji przyznano nagrodę jury i nagrodę czytelników, w późniejszych latach zrezygnowano z tej pierwszej. Nagroda miała charakter plebiscytu: organizatorzy umożliwiali zakup nominowanych tytułów w formie ebooków i wzięcie udziału w głosowaniu internetowym kilka miesięcy później.

### 2018
Nominacje
- Konrad Janczura, Przemytnicy, wyd. Korporacja Ha!art
- Weronika Gogola, Po trochu, wyd. Książkowe Klimaty
- Robert Rient, Duchy Jeremiego, wyd. Wielka Litera
- Michał Cetnarowski, Bestia najgorsza, wyd. Powergraph
- Michał Cichy, Pozwól rzece płynąć, Wydawnictwo Czarne
- Michał R. Wiśniewski, Hello World, wyd. Krytyka Polityczna
- Jakub Małecki, Rdza, wyd. SQN
- Łukasz Orbitowski, Exodus, wyd. SQN
- Maciej Piotr Prus, Przyducha, wyd. Korporacja Ha!art
- Wojciech Chmielarz, Zombie, Wydawnictwo Czarne

Nagroda Czytelników
- Weronika Gogola, Po trochu, wyd. Książkowe Klimaty

Nagroda Jury
- Michał Cichy, Pozwól rzece płynąć, Wydawnictwo Czarne

Jury: Michał Michalski (przewodniczący), Agata Napiórska, Olga Wróbel, Marceli Szpak, Robert Drózd, Jakobe Mansztajn

### 2019
Nominacje
- Artur Nowak, Kroniki opętanej, wyd. Krytyka Polityczna
- Olga Hund, Psy ras drobnych, wyd. Korporacja Ha!art
- Katarzyna Wiśniewska, Tłuczki, wyd. Nisza
- Marta Dzido, Frajda, wyd. Korporacja Ha!art
- Juliusz Strachota, Turysta polski w ZSRR, wyd. Korporacja Ha!art
- Jakub Małecki, Nikt nie idzie, wyd. SQN
- Krzysztof Varga, Sonnenberg, Wydawnictwo Czarne
- Ziemowit Szczerek, Siwy dym, Wydawnictwo Czarne

Laureat
- Jakub Małecki, Nikt nie idzie, wyd. SQN

### 2020
Plebiscytu nie zorganizowano.

### 2021
Nominacje
- Agnieszka Jelonek, Koniec świata, umyj okna, wyd. Cyranka
- Anna Sudoł, Projekt, wyd. Korporacja Ha!art
- Sławomir Shuty, Historie o ludziach z wolnego wybiegu. Pasty i skity, wyd. Korporacja Ha!art
- Wojciech Chamier-Gliszczyński, Portrecista psów, Wydawnictwo Czarne
- Zośka Papużanka, Przez, wyd. Marginesy
- Igor Jarek, Halny, wyd. Nisza
- Anna Dziewit-Meller, Od jednego Lucypera, Wydawnictwo Literackie
- Wit Szostak, Cudze słowa, wyd. Powergraph

Laureat
- Wit Szostak, Cudze słowa, wyd. Powergraph

### 2022
Nominacje
- Marian Pilot, Dzikie mięso, wyd. Korporacja Ha!art
- Bartosz Sadulski, Rzeszot, wyd. Książkowe Klimaty
- Michał Turowski, Dziadka nie ma, wyd. Instant Classic One Louder
- Anna Cieplak, Rozpływaj się, Wydawnictwo Literackie
- Barbara Woźniak, Niejedno, wyd. Drzazgi
- Daniel Odija, Pusty przelot, Wydawnictwo Czarne
- Mateusz Pakuła, Jak nie zabiłem swojego ojca i jak bardzo tego żałuję, wyd. Nisza
- Łukasz Barys, Kości, które nosisz w kieszeni, wyd. Cyranka

Laureat
- Mateusz Pakuła, Jak nie zabiłem swojego ojca i jak bardzo tego żałuję, wyd. Nisza

## Wyróżnienia i nagrody przyznane wydawnictwu i jego publikacjom
- Nominacje do Nagrody Literackiej Gdynia 2025 dla Michała Trusewicza za Plemię (proza) oraz Barbary Jaroszuk za tłumaczenie powieści Pasierb Juana José Saera (przekład)[28]
- Nominacje do Nagrody za Twórczość Translatorską im. Tadeusza Boya-Żeleńskiego 2025 dla Filipa Łobodzińskiego za przekład W cieniu orła Arturo Péreza-Reverte oraz Katarzyny Okrasko i Agaty Ostrowskiej za przekład Lektury uproszczonej Cristiny Morales[29]
- Nominacja do Nagrody Literackiej m.st. Warszawy 2025 za Koniec Marty Hermanowicz [30]
- Nominacja do Nagrody im. Ryszarda Kapuścińskiego 2025 (finał) dla Wybranych Patricii Nieto[31]
- Nominacje w Plebiscycie Lubimyczytac.pl 2025 dla książek Ja, która nie poznałam mężczyzn Jacqueline Harpman (II miejsce) w kategorii Science fiction[32] oraz Koniec Marty Hermanowicz w kategorii Debiut[33]
- Nominacja do Paszportów Polityki 2025 dla Marty Hermanowicz za Koniec[34]
- Nominacje do Literackiej Listy Księgarń Kameralnych 2024 za Plemię Michała Trusewicza oraz Jak byliśmy młodsi Olivera Lovrenskiego[35]
- Umieszczenie Mleczarza Anny Burns (tłum. Aga Zano) na liście 10 książek roku 2024 według magazynu "Książki"[36]
- Nominacja do Nagrody Conrada 2024 za Wniebogłos Aleksandry Tarnowskiej[37]
- Nominacja do Nagrody Literackiej im Witolda Gombrowicza 2024 za Wniebogłos Aleksandry Tarnowskiej[38]
- Nagroda Kościelskich 2024 za Wniebogłos Aleksandry Tarnowskiej[39]
- Nominacja do Nagrody Literackiej m.st. Warszawy 2024 za Wniebogłos Aleksandry Tarnowskiej[40]
- Nominacja do Nagrody Identitas 2024 za Wniebogłos Aleksandry Tarnowskiej
- Wyróżnienia Nagrody Identitas 2024 za Grubego Michała Michalskiego[41]
- Nagroda Literacka Gdynia 2024 za przekład Drugiego imienia Jona Fossego autorstwa Iwony Zimnickiej[42]
- Nagroda im. Ryszarda Kapuścińskiego 2024 za To nie jest Miami Fernandy Melchor (przeł. Tomasz Pindel)[43]
- Poznańska Nagroda Literacka (Stypendium im. S. Barańczaka) 2024 dla Agi Zano (zgłoszona przez ArtRage, Agorę i Wydawnictwo Poznańskie)[44]
- Dwukrotny tytuł Wydawcy Roku Publio – za 2022[1] i 2023 rok[7]
- Wydawca Roku 2023 Magazynu Literackiego „Książki”[8]
- Nominacja dla Michalskiego i Cieślika do nagrody MocArty 2022 w kategorii Człowiek Roku jako twórcy wydawnictwa[6]